# Тепливоды (Жемчужненский сельсовет)
Тепли́воды (бел. Цяплівады) — деревня в Барановичском районе Брестской области Белоруссии. Входит в состав Жемчужненского сельсовета. Расположена в 19 км по автодорогам к западу от центра Барановичей, на расстоянии 5,5 км по автодорогам к западу от центра сельсовета, агрогородка Жемчужный. Ближайший населённый пункт — деревня Севрюки. Население — 4 человека (2025).

## История
В 1909 году — имение в составе Новомышской волости Новогрудского уезда Минской губернии, 7 дворов. На карте 1910 года указан фольварк под названием Тепливода.
После Рижского мирного договора 1921 года — застенок в составе Новомышской гмины Барановичского повета Новогрудского воеводства Польши, 4 дома и 29 жителей.
Рядом находилось 3 одноимённых фольварка (в них всего 6 домов и 38 жителей).
С 1939 года — в составе БССР, в 1940–57 годах — в Новомышском районе Барановичской, с 1954 года Брестской области. Затем — в Барановичском районе. С конца июня 1941 года до июля 1944 года оккупирована немецко-фашистскими войсками.
До недавнего времени действовал магазин.
К северу от деревни находится деревообрабатывающее производство «Ламбермил».

## Население
По состоянию на 1 января 2023 года в деревне проживало 2 человека в 2 хозяйствах, в том числе 0 моложе трудоспособного возраста, 1 — в трудоспособном возрасте и 1 — старше трудоспособного возраста. 
| Численность населения (по переписи) | Численность населения (по переписи) | Численность населения (по переписи) | Численность населения (по переписи) | Численность населения (по переписи) | Численность населения (по переписи) |
| 1909                                | 1921                                | 1970                                | 1999                                | 2009                                | 2019                                |
| ----------------------------------- | ----------------------------------- | ----------------------------------- | ----------------------------------- | ----------------------------------- | ----------------------------------- |
| 62                                  | ↘29                                 | ↗52                                 | ↘25                                 | ↘9                                  | ↘4                                  |